# Lucsivna
Lucsivna (szlovákul Lučivná, németül Lautschburg) község Szlovákiában, az Eperjesi kerület Poprádi járásában.

## Fekvése
Poprádtól 12 km-re nyugatra, 750 m magasan fekszik.

## Nevének eredete
Neve a szláv ločiti (= elválasztani) igéből ered.

## Története
1321-ben említik először „Lutzina” néven. A falu eredetileg a savniki cisztercita apátság jobbágyfaluja volt. A későbbiek során „Luchyna” (1347), „Lwchwa” (1398), „Lucsivna” (1417) alakban szerepelt. Mátyás király vadászlakot építtetett ide, melyet később nemesi kúriává alakítottak át. Egykor királyi vámház is állott itt. A 16. században Késmárk városának faluja volt. Lakói híres sajtkészítők voltak. A falu a 18. században a Váradi-Szakmáry család birtoka lett, akik a falutól északra klimatikus fürdőt létesítettek. 1787-ben 55 házában 472 lakos élt.
A 18. század végén Vályi András így ír róla: „LUCSIVNA. vagy Laucsburg. Tót helység Szepes Várm. földes Ura Szakmáry Uraság, a’ kinek Kastéllyával díszesíttetik, lakosai katolikusok, többen evangelikusok, fekszik Alsó Sunyavának szomszédságában, és annak filiája, postája, harmintzadgya is vagyon, határja középszerű, sajtya jó, meszet is nevezeteset készítenek lakosai, némelyek pedig fuvarozással keresik élelmeket, Lucsivna vize keresztűl foly, és néha ártalmas.”
1828-ban 65 háza és 471 lakosa volt. Az itt élők főként fuvarozással, juhtenyésztéssel, mészégetéssel foglalkoztak.
A trianoni diktátumig Szepes vármegye Szepesszombati járásához tartozott.
A fürdő 1937-ben pavilon jellegű gyógyintézetté bővült.

## Népessége
| Év:            | 1994. | 2004.    | 2014.   | 2024.   |
| -------------- | ----- | -------- | ------- | ------- |
| Emberek száma: | 822   | 982      | 993     | 937     |
| Eltérés:       |       | +19,46 % | +1,12 % | -5,63 % |

| Év:            | 2023. | 2024.   |
| -------------- | ----- | ------- |
| Emberek száma: | 936   | 937     |
| Eltérés:       |       | +0,10 % |

1910-ben 447, többségben szlovák anyanyelvű lakosa volt, jelentős cigány kisebbséggel.
2001-ben 943 lakosából 871 szlovák és 55 cigány volt.
2011-ben 978 lakosából 807 szlovák volt.
2021-ben 941 lakosából 34 (+46) cigány, 2 magyar, (+2) ruszin, 809 (+13) szlovák, 11 (+3) egyéb és 85 ismeretlen nemzetiségű volt.

## Neves személyek
- Itt született 1929-ben Emanuel Muntág tanár, levéltáros.[5]
- Itt hunyt el 1906-ban Cséti Ottó bányamérnök, akadémiai tanár, újságíró, lapszerkesztő.
- Itt is utazott Jacques Bongars francia diplomata, utazó, kém, könyvgyűjtő.
- Itt szolgált Pavol Zoch (Cochius; 1768-1852) pedagógus, lelkész.
- Itt szolgált Peter Michal Bohuň (1822-1879) szlovák festő.
- Itt szolgált Irena Jakubcová - Dérerová szlovák orvos, egyetemi professzor, a gyermek kardiológia úttörője.
- Itt szolgált Monika Gibalová (1960) politikus, képviselő.
- Itt szolgált Jozef Jarab lelkész, egyetemi oktató.
- Itt élt Štefánia Pártošová (1913-1987) szlovák költőnő, írónő.
- A gyerekszanatóriumot tervezte František Faulhammer (1897-1985) cseh építész és Oldřich Kolaj. Építette Jozef Šašinka (1891-1945).

## Nevezetességei
- Szent Márton plébániatemploma 1814-ben épült, a korábbi gótikus templom alapjain.
- Evangélikus temploma 1815-ben épült.
- Eredetileg reneszánsz kastélya a 17. század elejéről való, a 19. században átépítették.